# Bruno Marin
Bruno Marin OSB (* 1941) ist ein italienischer Benediktinerabt. Er war von 2004 bis 2016 Abtpräses der Kongregation von Subiaco.

## Leben
Marin legte 1957 seine Profess ab und empfing am 11. April 1962 die Priesterweihe. Er war von 1990 bis 2004 Abt der Abtei Praglia in Teolo bei Padua.
Im September 2004 wurde Bruno Marin OSB zum Abtpräses der Kongregation von Subiaco gewählt mit Sitz im Kloster Sant’Ambrogio in Rom. 2012 erfolgte die Wiederwahl. Seit der Wiedervereinigung der Benediktinerkongregationen von Subiaco und Montecassino war er zugleich Haupt der neuen Sublazensisch-Cassinensischen Kongregation. Am 22. September 2016 wurde Guillermo Arboleda OSB sein Nachfolger.
2014 wurde er von Papst Franziskus zum Mitglied der Kongregation für die Institute geweihten Lebens und für die Gesellschaften apostolischen Lebens ernannt.